# Walter Bissegger
Walter Bissegger (auch Walther Bissegger; * 5. Oktober 1853 in Bernrain; † 30. April 1915 in Zürich, heimatberechtigt in Bussnang und ab 1899 in Zürich) war ein Schweizer Politiker (FDP) und Journalist.

## Leben und Wirken
Nach dem Abschluss der Matura im Jahr 1872 studierte Bissegger ein Semester Theologie in Basel, ehe er sich der Germanistik und Geschichte zuwandte. Später studierte er Philosophie in Leipzig und wurde 1877 in Basel zum Doktor promoviert. Während seiner Studienzeit trat er dem Schweizerischen Zofingerverein bei. Bissegger war von 1878 bis 1883 Mittelschullehrer und Lokalkorrespondent der Neuen Zürcher Zeitung (NZZ) in Basel. Von 1883 bis 1885 war er Auslandredaktor und anschliessend bis 1915 Chefredaktor der NZZ. Er engagierte sich für die Professionalisierung der Publizistik im 1883 neu gegründeten Verein der Schweizer Presse (heute impressum), dessen Zentralpräsident er von 1892 bis 1894 war.
Von 1892 bis 1911 hatte er Einsitz im Zürcher Grossen Stadtrat (Legislative) und war im Amtsjahr 1899 dessen Präsident. Von 1893 bis 1915 war er im Kantonsrat des Kantons Zürich und war dort 1903/04 Präsident. Er war in beiden Parlamenten der Wortführer des Zürcher Freisinns. Nach den Parlamentswahlen 1905 sass er bis 1915 im Nationalrat und war dort federführend in der Reorganisation der Bundesverwaltung sowie Kommissionspräsident bei der Schaffung des Schweizer Nationalparks. Von 1907 bis 1911 war er Präsident der FDP Schweiz.
Bissegger sah als fortschrittlicher Politiker in den Linksliberalen (Demokraten) seine Bündnispartner und setzte sich für eine umfassende Sozialpolitik und eine Verständigung mit der Sozialdemokratie ein. Er lehnte jedoch deren Klassenkampftheorie sowie den Antimilitarismus ab. Er scheiterte aber mit seinem Ziel einer Aussöhnung der Klassengegensätze unter freisinniger Führung vor dem Ausbruch des Ersten Weltkrieges. Doch fand er über die Parteigrenzen hinaus hohe Anerkennung, unter anderem als hervorragender Publizist sowie als glaubwürdiger Reformpolitiker.

## Werke (Auswahl)
- Beziehungen zwischen Stadt und Land (im Kanton Zürich). Vortrag, gehalten den 7. März 1909 zu Zürich. Druckerei der Neuen Zürcher Zeitung, Zürich 1909.
- Schweizerische Eigenart und Ausländerfrage. Referate, gehalten an der Jahrhundert-Feier der Schweizerischen gemeinnützigen Gesellschaft in Zürich von Nationalrat Dr. Walter Bissegger, Nationalrat Dr. Emil Göttisheim, Edmond Boissier. Gebr. Leemann & Co., Zürich 1910.
- Die freisinnig-demokratische Partei und die Sozialdemokratie. Rede, gehalten am 10. März 1910 im Freisinnig-demokratischen Verein der Stadt Basel. Druckerei der Neuen Zürcher Zeitung, Zürich 1910.